# Fortress - La fortezza
Fortress - La fortezza (Fortress) é un film statunitense del 2021 diretto da James Cullen Bressack. Il film ha avuto un seguito dal titolo Fortress: Sniper's Eye.

## Trama
L'ex agente della CIA Robert Michaels, vive tra i boschi, in un resort per ex spie, mentre suo figlio Paul é un imprenditore nel settore delle criptovalute con alcuni precedenti criminali ma è proprio Paul a chiedere aiuto al padre per tirarsi fuori dai guai. Un giorno, un gruppo di criminali capeggiati da Frederick Balzary s'infiltrano nel resort e seguono padre e figlio in un bunker sotterraneo chiamato La fortezza. Balzary afferma che un gruppo di russi ha rapito sua moglie e che ha bisogno dei soldi che Robert gli ha rubato per liberarla.